# Меричлери
Меричле́ри (болг. Меричлери) — місто в Хасковській області Болгарії. Входить до складу общини Димитровград.

## Населення
За даними перепису населення 2011 року у місті проживали 1685 осіб.
Національний склад населення міста:
| Національність   | Кількість осіб | Відсоток |
| ---------------- | -------------- | -------- |
| болгари          | 1264           | 77,0%    |
| цигани           | 347            | 21,1%    |
| турки            | 12             | 0,7%     |
| Всього відповіли | 1642           |          |

Розподіл населення за віком у 2011 році:
Динаміка населення: